# اس‌او۳سی سی‌مو
اس‌او۳سی سی‌مو (به انگلیسی: Curtiss_SO3C_Seamew) یک هواگرد ملخ‌پیشین تک‌موتوره از نوع Observation floatplane ساخت شرکت Curtiss-Wright است. هواگرد اس‌او۳سی سی‌مو نخستین پروازش را در ۶ اکتبر ۱۹۳۹ میلادی انجام داد. این هواگرد در سال ۱۹۴۲ میلادی رسماً معرفی گردید. در مجموع، تعداد ۷۹۵ فروند از این هواگرد ساخته شده‌است.